# François de Baradat
François de Baradat (auch Baradad und Baradas, † 1683 in Avignon) war ein französischer Adliger, Militär und Favorit des Königs Ludwig XIII.
Er war Seigneur de Damery, de Fleury en Champagne et de Thou en Brie, Premier Écuyer der Petite Écurie, Premier Gentilhomme de la Chambre du Roi und Lieutenant général.

## Leben
François de Baradat ist ein Sohn von Guillaume de Baradat, Seigneur de Damery, de Fleury et de Thou, und Suzanne de Romain. Seine Brüder sind u. a. Henri († 1659), Graf und Bischof von Noyon, Pair de France, und Pierre († 28. August 1682), der es zum Maréchal de camp brachte.
Er war Page in der Petite Écurie, als Ludwig XIII. ihn Anfang 1625 als seinen Favoriten aufnahm und ihn zum Premier Ècuyer der Petite Écurie machte (das Amt war nach dem Rücktritt von Roger du Plessis, Seigneur de Liancourt, unbesetzt); 1626 ernannte er ihn zum Premier Gentilhomme de la Chambre du Roi (nach dem Rücktritt von Henri II. de Montmorency), im gleichen Jahr zum Capitaine von Schloss, Park und Wald von Saint-Germain und am 24. Juni 1626 zum Lieutenant général im Gouvernement der Champagne, für die Bailliages Troyes, Sens, Châlons und Épernay. 
Als er aus Missgunst den Commandeur de Souvré in den Räumen des Königs zum Duell gefordert hatte, wurde ihm nahegelegt, zurückzutreten und das Königreich zu verlassen. François Sublet de Noyers wurde beauftragt, ihn davon zu überzeugen, für 100.000 Écu sein Amt als Premier Écuyer aufzugeben, das der König an seinen neuen Günstling, Claude de Rouvroy, duc de Saint-Simon, den späteren Duc de Saint-Simon, weitergab. Nach einem Gespräch mit Claude Bouthillier, Comte de Chavigny und Surintendant des Finances, wurde er angewiesen, den Hof zu verlassen. Sein Nachfolger als Premier Gentilhomme wurde Louis III. de Crevant, Marquis d’Humières.
„Ein Junge von null Verdienst, der in einer Nacht wie ein Kürbis gekommen war“, so Richelieu. Nach sechs Monaten hatte Baradat alles verloren, Gunst und Vermögen: Deshalb wurde der Ausdruck „la Fortune de Baradat“ zum Sprichwort, um eine Karriere von kurzer Dauer auszudrücken.
Mehrere ausländische Fürsten boten ihm an, in ihre Dienste zu treten, doch er zog es vor, im Ausland Frankreich zu dienen, in der Hoffnung, sich dadurch die Erlaubnis zur Rückkehr zu erkämpfen.
1630 befand er sich – während des Mantuanischen Erbfolgekriegs – in Casale Monferrato und dem Kommando des Marschalls Toiras. Später war er in Brüssel, wo ihm der Herzog von Orléans vorschlug, sich seiner Partei gegen Richelieu anzuschließen. Die Korrespondenz wurde abgefangen und Baradats ablehnende Antwort brachte den Ludwig XIII. dazu, ihm die Rückkehr nach Frankreich (aber nicht an den Hof) zu gestatten. Bevor er Brüssel verließ, heiratete er per Ehevertrag vom 21. September 1632 und mit Zustimmung des Königs Gabrielle de Coligny, Tochter von Marc de Coligny, Seigneur de Crecia et de Dammartin, und Catherine le Genevois Blaigny, Dame d’Avrecourt, de Recourt et de Forselières (Haus Coligny).
Der König erlaubte ihm, ein Infanterieregiment aufzustellen. In der Folge diente er unter Marschall Toiras, der am 14. Juni 1636 beim Angriff auf die Festung Fontaneto d’Agogna fiel. Während der Belagerung von Corbie (September bis November 1636) schlug er dem Comte de Soissons vor, Kardinal Richelieu zu verhaften, doch da man Gaston de Bourbon nicht mit hinzuziehen wollte, kam es nicht zu dem Handstreich. Diese gescheiterte, aber bekannt gewordene Verschwörung führte dazu, dass er nach Avignon (das nicht dem König, sondern dem Papst unterstand) verbannt wurde, wo er fortan unter Hausarrest stand.
François Baradat starb 1683 in Avignon und wurde in der Kapelle der Herren von Damery in der dortigen Pfarrkirche bestattet.

## Ehe und Familie
François de Baradat und Gabrielle de Coligny hatten mindestens acht Kinder:
- Marc († 1664), Enfant-d’honneur am Hof Ludwigs XIV., Abt von Signy, trat zugunsten seines Bruders zurück, Mestre de camp eines Kavallerieregiments, starb an einer Verwundung aus der Schlacht bei Mogersdorf (1. August 1674), er hatte einen Sohn, Michel Jules, der als Kleinkind starb
- Jean Marc, Capitaine im Regiment seines Bruders, blieb ledig und starb in Venedig
- Henri († 13. Mai 1693), um 1670 Abt von Signy als Nachfolger seines Bruders, Vogt von Faniéres nach dem Rücktritt seines Onkels Henri de Baradat, Bischof von Noyon, Seigneur de Damery, Fleury, Dammartin, Avrecourt, Recourt und Forselières, bestattet in der Kirche der Abtei Signy
- Louis (* 6. Januar 1640 in Damery; † 1710), Prior von Les Essarts, Kommendatarabt von Clairmont als Nachfolger seines Onkels, des Bischofs von Noyon, 1672 Bischof von Vabres, geweiht am 31. Dezember 1672, bestattet in der Kathedrale von Vabres
- François (X 1672 in der Nähe von Neustadt), Seigneur de Dammartin, d’Avrecourt, de Recourt et de Forselières, abgetreten von Marc de Coligny, Seigneur de Crecia, Capitaine de cavalerie, ledig
- Léonor (X 1672 in der Nähe von Neustadt), Malteserordensritter
- Bernard († jung), Malteserordensritter
- Catherine († 1719 in Jouarre), geistlich in der Abtei Notre-Dame de Jouarre, 1695 Priorin von Saint-Affrique de Vabres, dankt 1710 ab und kehrt nach Jouarre zurück